# Саня Івекович
Саня Івекович (хорв. Sanja Iveković, 1949, Загреб) — хорватська художниця, скульпторка, фотографиня. Вважається однією з провідних художниць колишньої Югославії й продовжує надихати багатьох молодих художниць. В більшій частині робіт Івекович концентрує увагу на своєму житті та місці жінки в сучасному суспільстві. Вона — перша хорватська художниця, що заявила про свою приналежність до фемінізму. В 1994 році Івекович стала однією з засновниць Центру жіночих досліджень в Загребі.

## Життєпис
Навчалася в Загребській Академії красних мистецтв з 1968 по 1971 роки. Кар'єру художниці почала під час Хорватської весни початку 1970-х, коли разом з іншими молодими художниками відмовилась дотримуватися панівних тенденцій, зробивши вибір на користь новаторських відео, концептуальних фотомонтажів і перформансів.

## Творчість
З самого початку кар'єри Івекович цікавилася образом жінок у суспільстві. Серед її робіт можна виділити такі, як «Double Life» (1975), в якій художниця розмістила парами 66 фотографій з особистого життя і схожі фотографії моделей з журнальних реклам, «Make Up — Make Down» (1978), що складається з її автопортретів, зафіксованих на кіно — і фотоплівку, «General Alert: Soap Opera» (1995), що стосується жіночих образів на телебаченні, і «Figure & Ground» — серія колажів, що зображає жінок-моделей, схожих на озброєних терористів, вимазаних бутафорською кров'ю й одягнених в мілітарі-одяг від провідних дизайнерів.
Івекович також відома як скульпторка. У 2001 році вона виготовила статую, що копіює Золоту Фрау — національний символ Люксембургу, але зобразила її вагітною. Деякий час скульптура, що одержала назву «Роза Люксембург», знаходилася в безпосередній близькості від оригіналу, шокуючи випадкових спостерігачів та спостерігачок. Проєкт «Women's House», здійснюваний з 1998 року, являє собою галерею розташованих півколом гіпсових зліпків облич жінок, які зазнали насильства.
У 2010 році на бієнале Кванджу Івекович представила перформанс «On the Barricades» в пам'ять про повстання у Кванджу 18 травня 1980 року. Як і у перформансі «Rohrbach Living Memorial» (2005), присвяченому долі ромів-жертв Голокосту, вона використовувала добровольців, що зображують статуї жертв. Вони були оточені 10 моніторами, на яких транслювався слайд-шоу з фотографій 545 жертв, очі яких художниця навмисно закрила.

## Визнання
У 2009 році Івекович стала лавреаткою премії Camera Austria Award міста Грац, оскільки фотографія була визнана невіддільною частиною її концептуальних робіт. Журі відзначило актуальність роботи та її значення для молодого покоління, а також соціальну та політичну активність художниці, що привертає увагу до ролі жінок у суспільстві через такі твори, як «Women's House».